# Vincenzo Federici (compositore)
Vincenzo Federici (Pesaro, 1764 – Milano, 26 settembre 1826) è stato un compositore italiano.

## Biografia
Vincenzo Federici nacque a Pesaro da una famiglia di cui non si hanno notizie certe, ma che assai probabilmente apparteneva alla colta borghesia marchigiana. Fece infatti studi letterari e giuridici. Unì innata passione per la musica gli fece coltivare lo studio del cembalo, dapprima come autodidatta, poi prendendo lezioni da Angelo Gadani, che lo iniziò anche agli studi di armonia. 
Nel 1780, a sedici anni, rimase orfano e si trasferì dapprima e per breve tempo a Livorno, poi a Londra, dove per vivere impartiva lezioni private di solfeggio e di cembalo. Ma continuava soprattutto a studiare sulle partiture di Palestrina e di Händel. La sua abilità al cembalo gli procurò un ingaggio all'Haymarket Theatre, mentre i suoi studi, sempre da autodidatta, lo portavano ad analizzare e ascoltare lavori di Cimarosa, Sarti, Paisiello, nonché le sinfonie di Haydn, che tanta influenza ebbero su di lui.
Rientrato in Italia nel 1788, si recò a Padova per procurarsi il Metodo di Composizione di Antonio Vallotti e iniziò la stesura della sua prima opera lirica: Olimpiade. Un anno dopo debuttò con quest'opera al Teatro Regio di Torino con un incoraggiante successo. 
Nel 1790 fu di nuovo a Londra, dove fece rappresentare la sua "Olimpiade" e il suo "Usurpator innocente", e dove abitò per un decennio, seppur non continuativamente. Nella capitale britannica incontrò e frequentò Haydn e Lorenzo Da Ponte, continuando sempre ad esibirsi nel teatro Haymarket.
Nel 1802 Federici rientrò a Milano e debuttò al Teatro alla Scala con l'opera Castore e Polluce. Il successo di questo suo lavoro fece sì che il Viceré Eugenio di Beauharnais lo nominasse Professore di armonia e contrappunto al Conservatorio di Milano, succedendo a Bonifazio Asoli che aveva assunto la direzione dell'istituto.

## Composizioni
Ammirevole autodidatta, Federici fu un compositore complessivamente convenzionale. Mostrò comunque notevoli doti nell'impiego delle voci, lasciando, com'era in uso prima di Rossini, libertà di variazioni, invenzioni e coloriture da parte degli interpreti. Le sue frasi si distinguono per l'ampio respiro, mentre l'espressione orchestrale mostra sovente "felici invenzioni".

### Opere liriche
- Olimpiade (1789)
- L'usurpator innocente o Demofoonte (1790)
- Pirro (1791)
- Teodolinda (1793)
- Odenato e Zenobia (1793)
- Nittati (1793, spuria)
- Didone abbandonata (1794, spuria)
- Don Giovanni  (1795?, pastiche)
- Castore e Polluce (1803)
- Oreste in Tauride (1804)
- Sofonisba (1805)
- Idomeneo e Zaira (1806)
- La conquista delle Indie orientali (1808)
- Ifigenia in Aulide (1809)
- La locandiera scaltra (1812)

### Balletti
- Annette e Lubin (1789)
- Alonzo the Brave (1801)
- Alessandro delle Indie (1820)

### Cantate
- Il giudizio di Numa (1803)
- Teseo (1804)
- Sulle attonite scene (1805)
- Il trionfo della pace di Presburgo (1806)
- Mistico omaggio (1815)

### Musica sacra
- Messa da Requiem (1893)
- Domine salvum fac

### Musica strumentale
- 6 sonate per cembalo (o piano) e violino (1716)
- 2 sinfonie (in Si bemolle minore e in Re maggiore)